# Зензеватка (станция)
Зензеватка — железнодорожная станция Волгоградского региона Приволжской железной дороги, находится в посёлке Зензеватка в 5 км от села Ольховка Ольховского района, Волгоградская область.
Через станцию проходит двухпутная электрифицированная железнодорожная линия общего пользования.

## История
Железная дорога Саратов — Иловля была построена в 1942 году как часть Волжской рокады. Станция Зензеватка открыта в том же 1942 году на участке Иловля — Петров Вал данной железной дороги. В 2001 году была произведена электрификация переменным током напряжением 25 кВ участка железной дороги Петров Вал — Колоцкий
| Пригородное следование по станции | Пригородное следование по станции | Пригородное следование по станции | Пригородное следование по станции |
| № поезда                          | Маршрут движения                  | № поезда                          | Маршрут движения                  |
| --------------------------------- | --------------------------------- | --------------------------------- | --------------------------------- |
| 6812                              | Петров Вал — Качалино             | 6813                              | Качалино — Петров Вал             |

## Дальнее следование по станции
По состоянию на январь 2022 года через станцию курсируют следующие поезда дальнего следования:
| Круглогодичное обращение поездов | Круглогодичное обращение поездов | Круглогодичное обращение поездов | Круглогодичное обращение поездов |
| № поезда                         | Маршрут движения                 | № поезда                         | Маршрут движения                 |
| -------------------------------- | -------------------------------- | -------------------------------- | -------------------------------- |
| 107                              | Волгоград — Нижневартовск        | 108                              | Нижневартовск — Волгоград        |

| Сезонное обращение поездов | Сезонное обращение поездов | Сезонное обращение поездов | Сезонное обращение поездов |
| № поезда                   | Маршрут движения           | № поезда                   | Маршрут движения           |
| -------------------------- | -------------------------- | -------------------------- | -------------------------- |